# Northern Italian Football League
La Northern Italian Football League (NIFL) è stata la denominazione del campionato di football americano delle Basi NATO allocate nella penisola italiana (in precedenza United States ARmy EURope Football Tournament), più spesso citato come torneo delle Basi NATO da mass-media e addetti ai lavori.
Nelle sue varie edizioni, è stato disputato nei mesi di settembre e ottobre con la formula del girone all'italiana, play-off con le semifinali tra le quattro migliori squadre classificate e finale detta Spaghetti Bowl (da non confondersi con l'omonimo incontro del 1945; nel 1986 fu utilizzato il nome Gold Bowl, mentre non è noto il nome utilizzato nelle ultime due edizioni). Sono conservate tracce statistiche delle edizioni dal 1974 al 1986.
A partire dal 1978, vi hanno partecipato anche alcune squadre italiane: i primi a confrontarsi con i nativi di questo sport furono i Rhinos Milano.
N.B.: i dati riguardanti partecipazioni, classifiche e risultati sono molto frammentari, talvolta non è neppure noto il vincitore del torneo.

## Formula
Il torneo veniva disputato con un girone all'italiana seguito da una fase a eliminazione diretta.

## Team partecipanti
| Team                            | Numero Partecipazioni | Miglior piazzamento | Titoli vinti |
| ------------------------------- | --------------------- | ------------------- | ------------ |
| Black Knights Vicenza           | 1                     |                     | 0            |
| Blue Falcons Vicenza            | 1                     |                     | 0            |
| Blue Knights Vicenza            | 12                    |                     | 2            |
| Bosco Rocks Verona              | 3                     |                     | 0            |
| Crusaders Brindisi              | 2                     |                     | 0            |
| Eagles Aviano                   | 9                     |                     | 0            |
| Frogs Gallarate/Busto Arsizio   | 3                     |                     | 0            |
| Geronimos Vicenza               | 12                    |                     | 9            |
| Giaguari Torino                 | 2                     |                     | 0            |
| Missile Support Command Vicenza | 2                     |                     | 0            |
| Mustangs Napoli                 | 2                     |                     | 0            |
| Rams Milano                     | 1                     |                     | 0            |
| Rangers Tirrenia                | 11                    |                     | 0            |
| Red Machine Aviano              | 3                     |                     | 1            |
| Red Raiders Aviano              | 1                     |                     | 0            |
| Rhinos Milano                   | 5                     |                     | 0            |
| Seamen Milano                   | 1                     |                     | 0            |
| Warriors Bologna                | 3                     |                     | 0            |
| Wildcats Napoli                 | 1                     |                     | 0            |
| Squadra non nota                | 1                     |                     | 0            |

Non sono noti:
- una delle partecipanti all'edizione 1979
- il campione 1986
- i dati del 1987 e del 1988
- le classifiche di quasi tutte le edizioni.

## Albo d'oro
| Stagione | Vincitore            | Avversario                        | Risultato                         | Luogo                             |
| -------- | -------------------- | --------------------------------- | --------------------------------- | --------------------------------- |
| 1974     | Geronimos Vicenza    | vincitori del girone all'italiana | vincitori del girone all'italiana | vincitori del girone all'italiana |
| 1975     | Geronimos Vicenza    | vincitori del girone all'italiana | vincitori del girone all'italiana | vincitori del girone all'italiana |
| 1976     | Geronimos Vicenza    | ?                                 | ? - ?                             | ?                                 |
| 1977     | Geronimos Vicenza    | ?                                 | ? - ?                             | ?                                 |
| 1978     | Red Machine Aviano   | Geronimos Vicenza                 | ? - ?                             | ?                                 |
| 1979     | Geronimos Vicenza    | ?                                 | ? - ?                             | ?                                 |
| 1980     | Blue Knights Vicenza | ?                                 | ? - ?                             | ?                                 |
| 1981     | Geronimos Vicenza    | ?                                 | ? - ?                             | ?                                 |
| 1982     | Geronimos Vicenza    | Blue Knights Vicenza              | 32 - 6                            | Caserma Ederle, Vicenza           |
| 1983     | Blue Knights Vicenza | Geronimos Vicenza                 | 26 - 21                           | Caserma Ederle, Vicenza           |
| 1984     | Geronimos Vicenza    | Blue Knights Vicenza              | 14 - 7                            | Caserma Ederle, Vicenza           |
| 1985     | Geronimos Vicenza    | Rangers Tirrenia                  | 30 - 14                           | ?                                 |
| 1986     | ?                    | ?                                 | ? - ?                             | ?                                 |
| 1987     | ?                    | ?                                 | ? - ?                             | ?                                 |
| 1988     | ?                    | ?                                 | ? - ?                             | ?                                 |